# Адольф (герцог Гольштейн-Готторпський)
Адольф Гольштейн-Готторпський (дан. Adolf af Slesvig-Holsten-Gottorp, нім. Adolf I. von Holstein-Gottorf, 25 січня 1526 — 1 жовтня 1586) — принц Данський, син короля Данії та Норвегії Фредеріка I та Софії Померанської, герцог Гольштейн-Готторпу у 1544—1586 роках. Родоначальник Гольштейн-Готторпської династії.

## Біографія
Адольф народився 25 січня 1526 року у Дубурзькому замку у Фленсбурзі. Він був другим сином та третьою дитиною в родині короля Данії та Норвегії Фредеріка I та його другої дружини Софії Померанської. Мав старшого брата Ганса та сестру Єлизавету. Згодом сім'ї додалося ще двоє доньок: Анна та Доротея й син Фредерік. Від першого шлюбу в батька було двоє дорослих дітей, що вже мали свої родини.
Фредерік I пішов з життя, коли Адольфу було сім.
1544 року брати Крістіан, Ганс та Адольф розподілили землі Шлезвігу та Гольштейну таким чином, щоб кожен отримував приблизно рівний прибуток.
Адольф, як молодший, обирав першим і вибрав територію із замком Готторп. Йому також стали належати Апенраде, Південний Шлезвіг, Штапельхольм, Гузум, Айдерштедт, Кіль, Ноймюнстер, Ольденбург, Цісмар, Нойштадт, Тріттау та Райнбек.
1559 року, разом із братом Гансом та небожем Фредеріком, брав участь у військовій кампанії проти республіки Дітмаршен, яка була завойована і також поділена ними між собою. Адольфу дісталася північна частина.
У 38 років принц пошлюбився із 21-річною Крістіною Гессенською, донькою ландграфа Гессенського Філіпа I. Весілля відбулося 17 грудня 1564 року. В подружжя народилися численні нащадки.
Після смерті Ганса, що був бездітним, у 1580 році, Адольф із Фредеріком поділили його землі між собою. До Гольштейн-Готторпу були приєднані Центральний Шлезвіг, острова Нордстранд та Фемарн і графство Бордесхольм.

## Родина

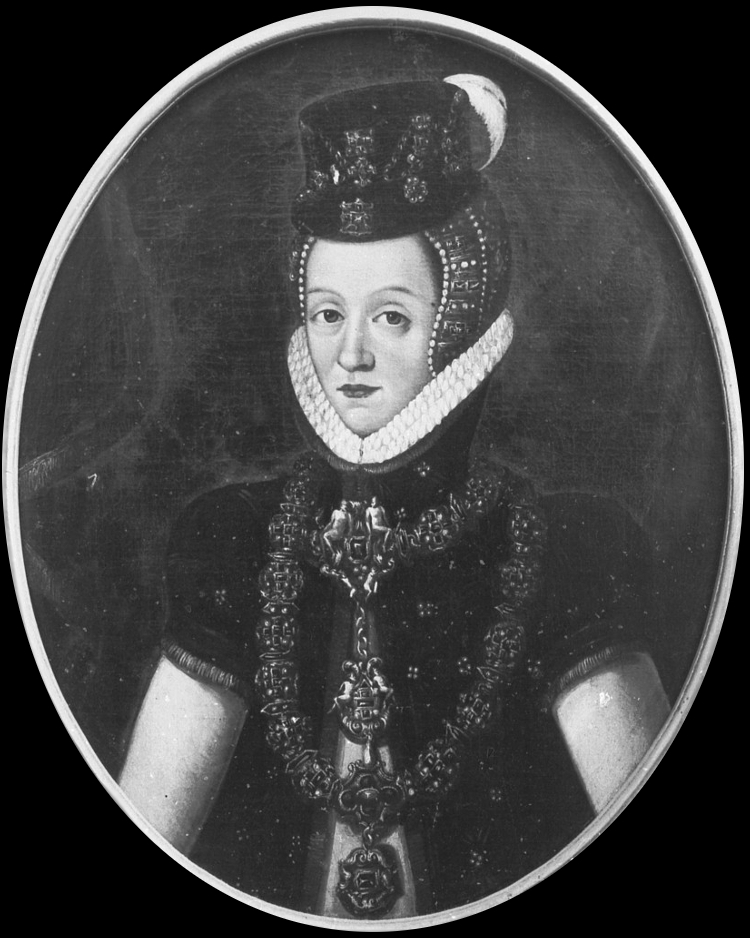
Крістіна Гессенська

Дружина — Крістіна Гессенська
Діти:
- Фредерік (1568—1587) — наступний герцог Гольштейн-Готторпу у 1586—1587 роках, одружений не був, дітей не мав;
- Софія (1569—1634) — дружина герцога Мекленбург-Шверіну Йоганна VII, мала із ним трьох дітей;
- Філіп (1570—1590) —герцог Гольштейн-Готторпу у 1587—1590, одружений не був, дітей не мав;
- Крістіна (1573—1625) — дружина короля Швеції Карла IX, мала четверо дітей;
- Йоганн Адольф (1575—1616) — герцог Гольштейн-Готторпу у 1590—1616, був одружений із Августою Данською, мав восьмеро дітей;
- Анна (1575—1625) — дружина графа Східної Фризії Енно III, мала із ним п'ятеро дітей;
- Крістіан (1576—1577) — помер у ранньому віці;
- Агнеса (1578—1627) — одружена не була, дітей не мала;
- Йоганн Фрідріх (1579—1634) — князь-єпископ Бремена, Любека та Вердена, одружений не був, дітей не мав.